# Groupe d'astronautes 12
Le groupe d'astronautes 12 (connu également sous le nom de the GAFFers) est le douzième groupe d'astronautes de la National Aeronautics and Space Administration (NASA) sélectionné et annoncé le 5 juin 1987. 
Composé de 15 membres, ce groupe est divisé en 2, 7 membres comme pilotes et 8 membres pour les missions scientifiques

## Membres du groupe

### Pilotes
- Andrew M. Allen (Retiré)[1]

STS-46 Pilote
STS-62 Pilote
STS-75 Commandant
- Kenneth D. Bowersox (Retiré)[2]

STS-50 Pilote
STS-61 Pilote
STS-73 Commandant
STS-82 Commandant
- Curtis L. Brown, Jr. (Retiré)[3]

STS-47 Pilote
STS-66 Pilote
STS-77 Pilote
STS-85 Commandant
STS-95 Commandant
STS-103 Commandant
- Kevin P. Chilton (Retiré)[4]

STS-49 Pilote
STS-59 Pilote
STS-76 Commandant
- Donald R. McMonagle (Retiré)[5]

STS-39 Spécialiste de mission 4
STS-54 Pilote
STS-66 Commandant
- William F. Readdy (Retiré)[6]

STS-42 Spécialiste de mission 3
STS-51 Pilote
STS-79 Commandant

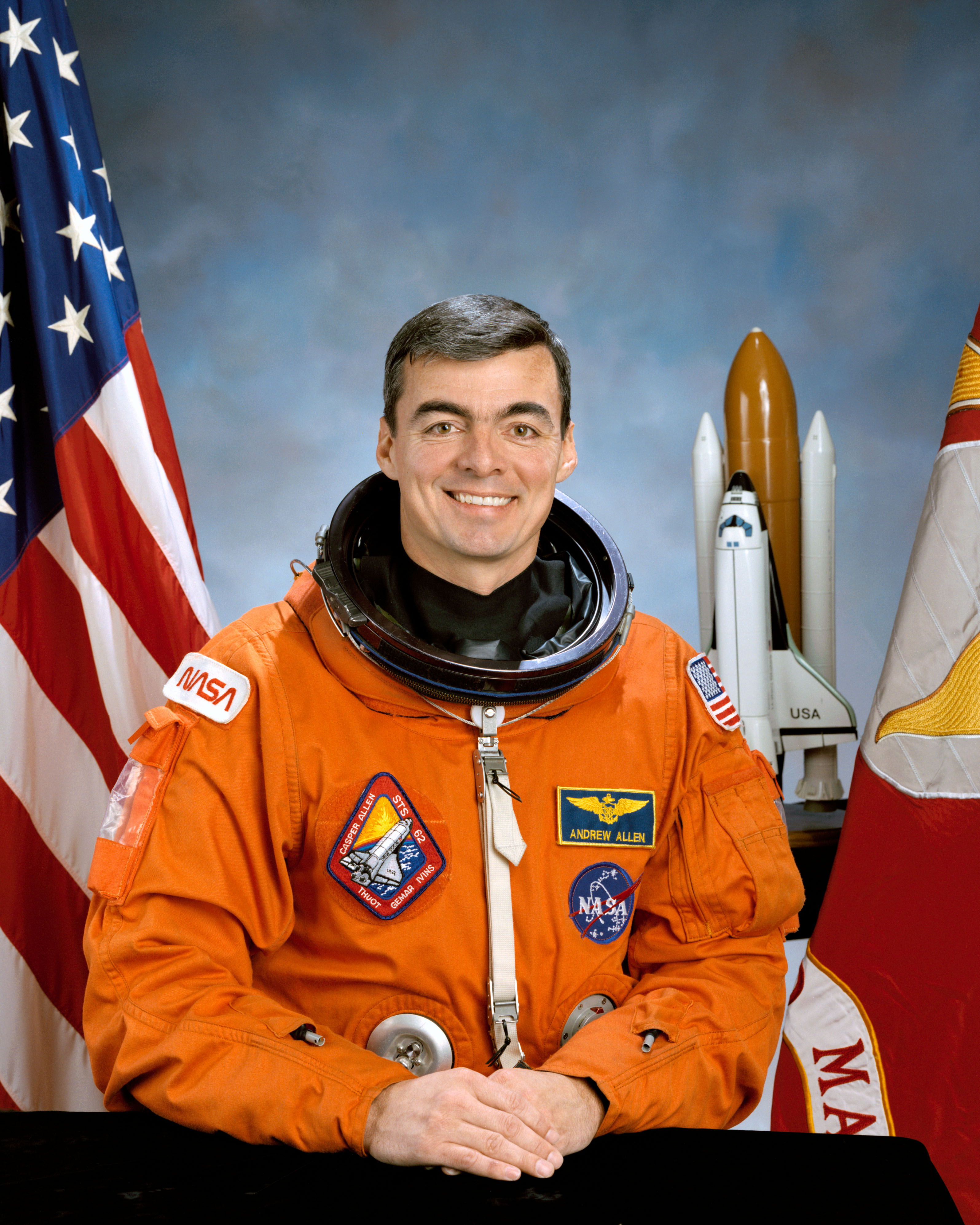
Andrew Allen

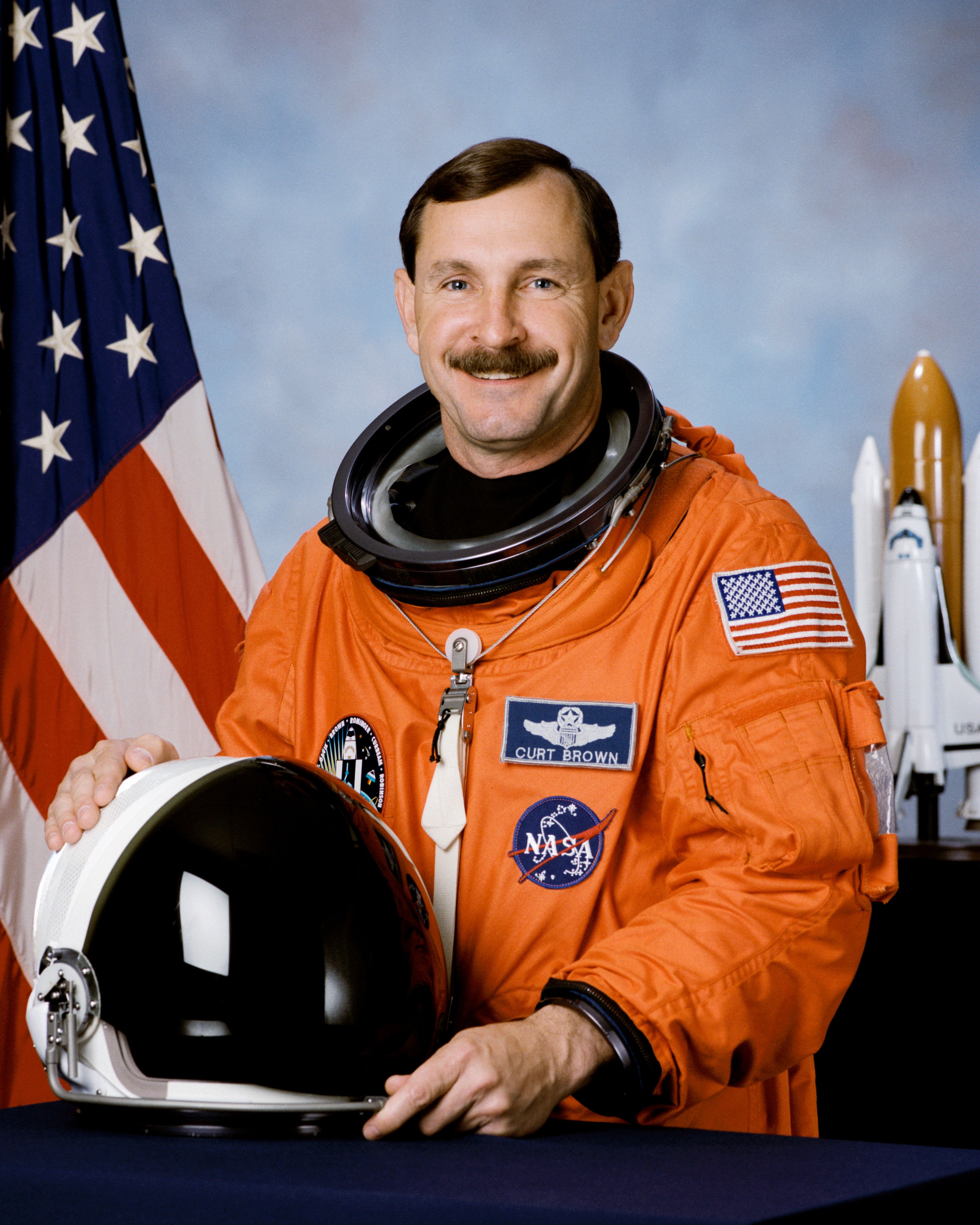
Curtis Brown

- Kenneth S. Reightler, Jr. (Retiré)[7]

STS-48 Pilote
STS-60 Pilote

### Spécialistes de Mission

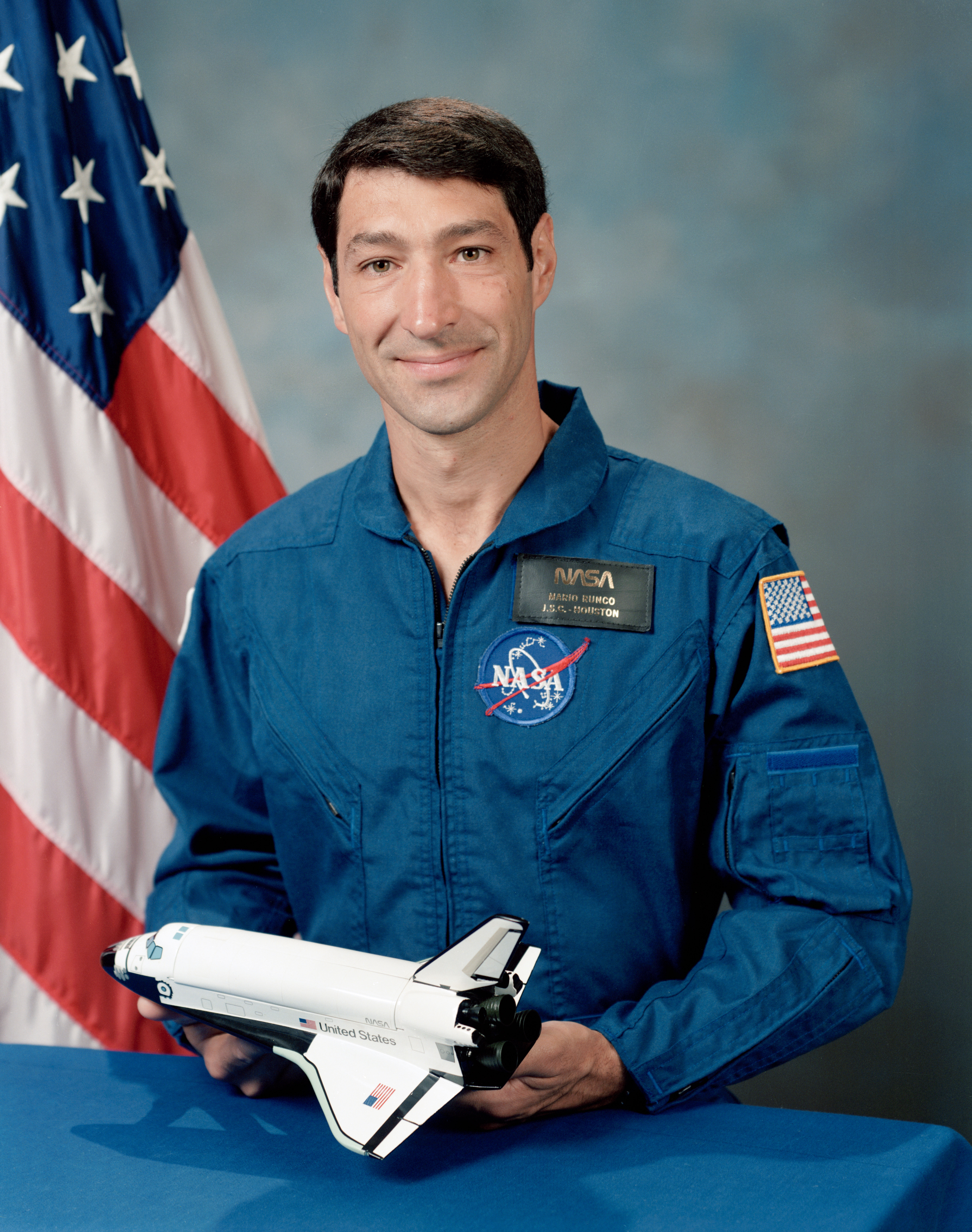
Mario Runco

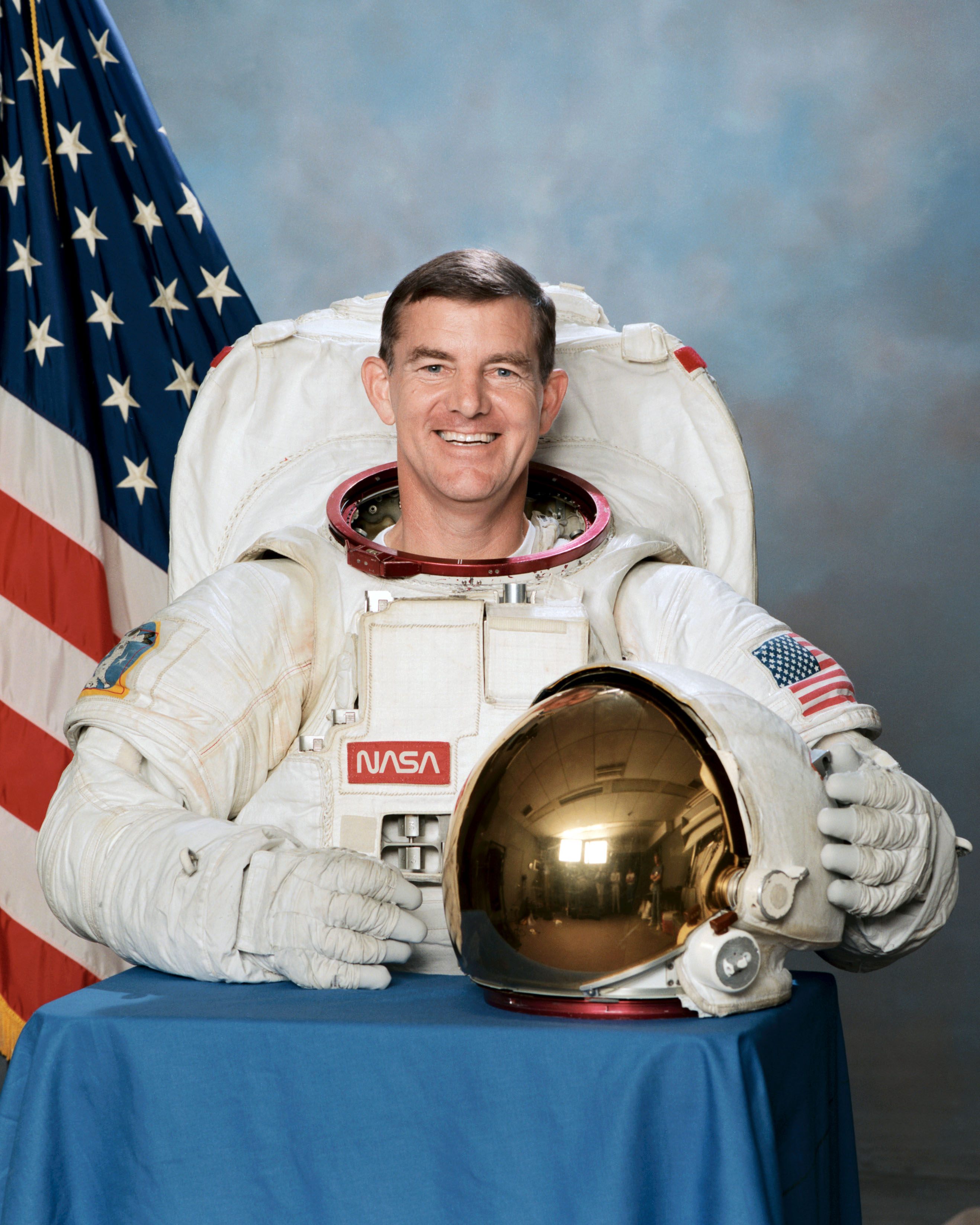
James Voss

- Thomas D. Akers (Retiré)[8]

STS-41 Spécialiste de mission
STS-49 Spécialiste de mission
STS-61 Spécialiste de mission
STS-79 Spécialiste de mission
- N. Jan Davis (Retiré)[9]

STS-47 Spécialiste de mission
STS-60 Spécialiste de mission
STS-85 Spécialiste de charge
- C. Michael Foale (en activité)[10]

STS-45 Spécialiste de mission
STS-56 Spécialiste de mission
STS-63 Spécialiste de mission
ISS Expedition 8 Commandant ISS
- Gregory J. Harbaugh (Retiré)[11]

STS-39 Spécialiste de mission
STS-54 Spécialiste de mission
STS-71 Spécialiste de mission
STS-82 Spécialiste de mission
- Mae C. Jemison (Retiré)[12]

STS-47 Spécialiste de mission
- Bruce E. Melnick (Retiré)[13]

STS-41 Spécialiste de mission
STS-49 Spécialiste de mission
- Mario Runco, Jr. (En activité)[14]

STS-44 Spécialiste de mission
STS-54 Spécialiste de mission
STS-77 Spécialiste de mission
- James S. Voss (Retiré)[15]

STS-44 Spécialiste de mission
STS-53 Spécialiste de mission
STS-69 Spécialiste de mission
STS-101 Spécialiste de mission
STS-102, Expedition 2, STS-105 Spécialiste de mission, Ingénieur de vol